# Pjotr Vjazemskij
Pjotr Andrejevitj Vjazemskij (ryska: Пётр Андреевич Вяземский), född 12 juli 1792 i Moskva, död 10 november 1878 i Baden-Baden, var en rysk furste, poet och kritiker.
Vjazemskij tjänstgjorde först i utrikeskollegiet, sedan under Nikolaj Novosiltsov i Warszawa, men måste för sina liberala tänkesätt lämna statstjänsten och slog sig ned i Moskva som skriftställare. Han var en bland stiftarna av litteraturföreningen Arzamas. Hans diktning i den satiriska och reflekterande genren var obetydlig, men som litteraturkritiker var han ganska framstående, och hans biografi över Fonvizin (1848) har bestående värde. På 1830-talet inträdde han åter i statstjänst, tog avsked 1858 och vistades huvudsakligen i utlandet.